# Ernst von Vivenot
Ernst Bernhard svobodný pán von Vivenot (14. ledna 1837 Vídeň – 1. dubna 1919 Vídeň) byl rakousko-uherský generál. V c. k. armádě sloužil od roku 1856 a zúčastnil se několika válečných tažení. Jako vyšší důstojník později strávil řadu let u různých jednotek v Čechách, v závěru kariéry byl divizním velitelem v Brně (1898–1903). V roce 1904 byl povýšen do stavu svobodných pánů a v armádě byl penzionován v roce 1905 v hodnosti polního zbrojmistra.

## Životopis
Pocházel z původně lotrinského rodu usazeného v 18. století v Rakousku. Byl synem vídeňského lékárníka Eduard Vivenota (1809–1900), později osobního komorníka císaře Františka Josefa. Do armády vstoupil v roce 1855 jako kadet k 2. praporu polních myslivců. Zúčastnil se války se Sardinií (1859) a jako poručík poté sloužil u 11. praporu polních myslivců v Brucku. Vyznamenal se účastí v dánsko-německé válce (1864), bojoval také v prusko-rakouské válce (1866) a v roce 1866 byl povýšen na kapitána. U polních myslivců sloužil do roku 1880, kdy byl povýšen na majora, krátce byl přidělen k 35. pěšímu pluku v Plzni a poté přešel k 88. pěšímu pluku v Berouně. V roce 1887 získal hodnost podplukovníka a stal se velitelem praporu polních myslivců v Terezíně. V roce 1889 byl jako plukovník jmenován velitelem 98. pěšího pluku v Josefově, kde strávil šest let (1889–1895).
K datu 1. května 1895 byl povýšen do hodnosti generálmajora a převzal velení 28. pěší brigády v Šoproni. V roce 1898 dosáhl hodnosti polního podmaršála a v letech 1898–1903 byl velitelem 4. pěší divize v Brně. Poté byl povolán do Vídně, kde zastával funkci prezidenta komise pro zkoušky štábních důstojníků. K datu 1. srpna 1905 byl penzionován v hodnosti polního zbrojmistra, mimo aktivní službu později dosáhl ještě hodnosti generála pěchoty (1908).
Od narození užíval šlechtický titul Edler von Vivenot udělený rodině v roce 1832, byl také držitelem uhersého indigenátu. Před odchodem do penze byl v roce 1904 povýšen do stavu svobodných pánů. Za zásluhy byl nositelem rytířského kříže Leopoldova řádu, Řádu železné koruny III. třídy a Vojenského záslužného kříže. V zahraničí obdržel Řád pruské koruny II. třídy a velkokříž Záslužného řádu bavorské koruny.

### Rodina
V roce 1871 se oženil s Helenou Benzovou (1846–1910). Měli spolu syna Ernsta (1872–1942), který také sloužil v armádě a působil jako pedagog na Válečné škole ve Vídni. Jeho majetkem byl zámek Stadlhof v Korutansku.
Jeho bratranec Oskar (1859–1932) byl také generálem c. k. armády. 